# Sikorsky S-80
Il Sikorsky S-80 (noto con denominazione militare USA come CH-53E Super Stallion o MH-53E Sea Dragon) è il più grande e pesante elicottero in dotazione alle Forze Armate degli Stati Uniti d'America. I marinai comunemente lo soprannominano come "Hurricane Maker" (in inglese crea uragani) a causa del flusso d'aria generato dal rotore principale a sette pale.
Sviluppato dalla Sikorsky Aircraft a partire dagli anni settanta per compiti di trasporto, l'elicottero è il frutto dello sviluppo del precedente modello della Sikorsky, il CH-53 Sea Stallion, da cui differisce fondamentalmente per le maggiori dimensioni, il rotore con una pala in più e la configurazione a tre motori, diversa dal predecessore che era bimotore.
Il Sea Stallion è il principale elicottero da trasporto pesante dell'United States Marine Corps ed ha preso parte a tutte le principali operazioni militari dei Marines dagli anni ottanta ad oggi. Il meno comune MH-53E Sea Dragon, viene impiegato dalla United States Navy per compiti di trasporto e di caccia alle mine navali.
È in corso lo sviluppo di una nuova versione CH-53K, che adotterà tre motori a turbina da 7.500 shp (5.590 kW), nuove pale in materiale composito e una cabina più ampia.

## Storia

### Il requisito iniziale
Nell'ottobre 1967 l'USMC emise una richiesta per un elicottero da trasporto pesante adatto all'impiego sulle navi d’assalto anfibio con capacità di carico pari a 1,8 volte quella del CH-53D. Nello stesso periodo, anche l'US Navy e l'US Army stavano valutando la necessità di elicotteri simili.
La Sikorsky stava già lavorando ad un nuovo elicottero derivato dall'S-65 denominato S-80 con tre motori di maggiore potenza ed un nuovo rotore a sette pale di diametro maggiore. Nel 1968 propose l'S-80 all'USMC che l'accettò, in quanto la soluzione garantiva tempi e rischi di progetto minori rispetto ad un progetto interamente nuovo. Nel 1970 i Marines e la marina militare, che si era unita allo studio, dovettero fronteggiare l'insistenza del segretario alla difesa Robert S. McNamara che voleva bloccare lo sviluppo alla ricerca di una soluzione unica per uniformare i mezzi in dotazione alle diverse forze armate. USMC e US Navy riuscirono ad ottenere la continuazione del programma, dimostrando che gli elicotteri in servizio e sviluppo per l'US Army non erano idonei all'impiego imbarcato.

### I prototipi
Vennero costruiti due prototipi più una cellula per prove statiche.
Il primo prototipo YCH-53E volò nel 1974 e durante i collaudi riuscì a sollevare 16.145 kg e raggiunse i 315 km/h con un peso totale di 25.424 kg. La coda venne riprogettata con una nuova deriva ingrandita e inclinata a sinistra di 20 gradi, con anche il rotore anticoppia inclinato per fornire una parziale spinta verso l'alto. Lo stabilizzatore era posto sul lato destro della deriva, ingrandito rispetto al CH-53D e col primo tratto perpendicolare alla deriva ed il resto orizzontale.

### Avvio della produzione
Il contratto per la produzione in serie venne firmato nel 1978, il primo CH-53E di serie volò nel dicembre 1980 ed entrò in servizio nel febbraio 1981. Complessivamente USMC e US Navy acquisirono 177 CH-53E come elicotteri da trasporto pesante. L'elicottero è in grado di trasportare la maggior parte degli equipaggiamenti e veicoli dell'USMC compresi gli autoblindo LAV-25 e gli obici M198 da 155 mm, può inoltre recuperare tutti gli aerei ed elicotteri dell'USMC esclusi i Lockheed C-130 Hercules. L'US Navy, a sua volta, utilizza i CH-53E per il trasporto navetta tra le navi e le basi a terra.
L'US Navy richiese una versione del CH-53E ottimizzata per le missioni di ricerca mine marine (Airborne Mine Counter Measures, AMCM) denominata MH-53E Sea Dragon. Il primo prototipo dell'MH-53E volò per la prima volta il 23 dicembre 1981 ed entrò in servizio nell'US Navy nel 1986 con una flotta complessiva di 46 esemplari.
L'MH-53E è stato esportato in Giappone come S-80-M-1 per la Japan Maritime Self Defense Force.
È in fase di sviluppo una nuova versione del Super Stallion che sostituirà il CH-53E denominata CH-53K. L'USMC richiede una capacità di carico in rapporto al raggio d'azione praticamente raddoppiati, come un carico di 12.258 kg a 204 km. La fase di sviluppo iniziale System Development and Demonstration (SDD), che prevede la realizzazione di quattro prototipi più una cellula per prove a terra, è già stata finanziata.
Nel 2007 l'USMC ha modificato l'ordine iniziale per 156 elicotteri portandolo a 227.

## Caratteristiche

### Struttura

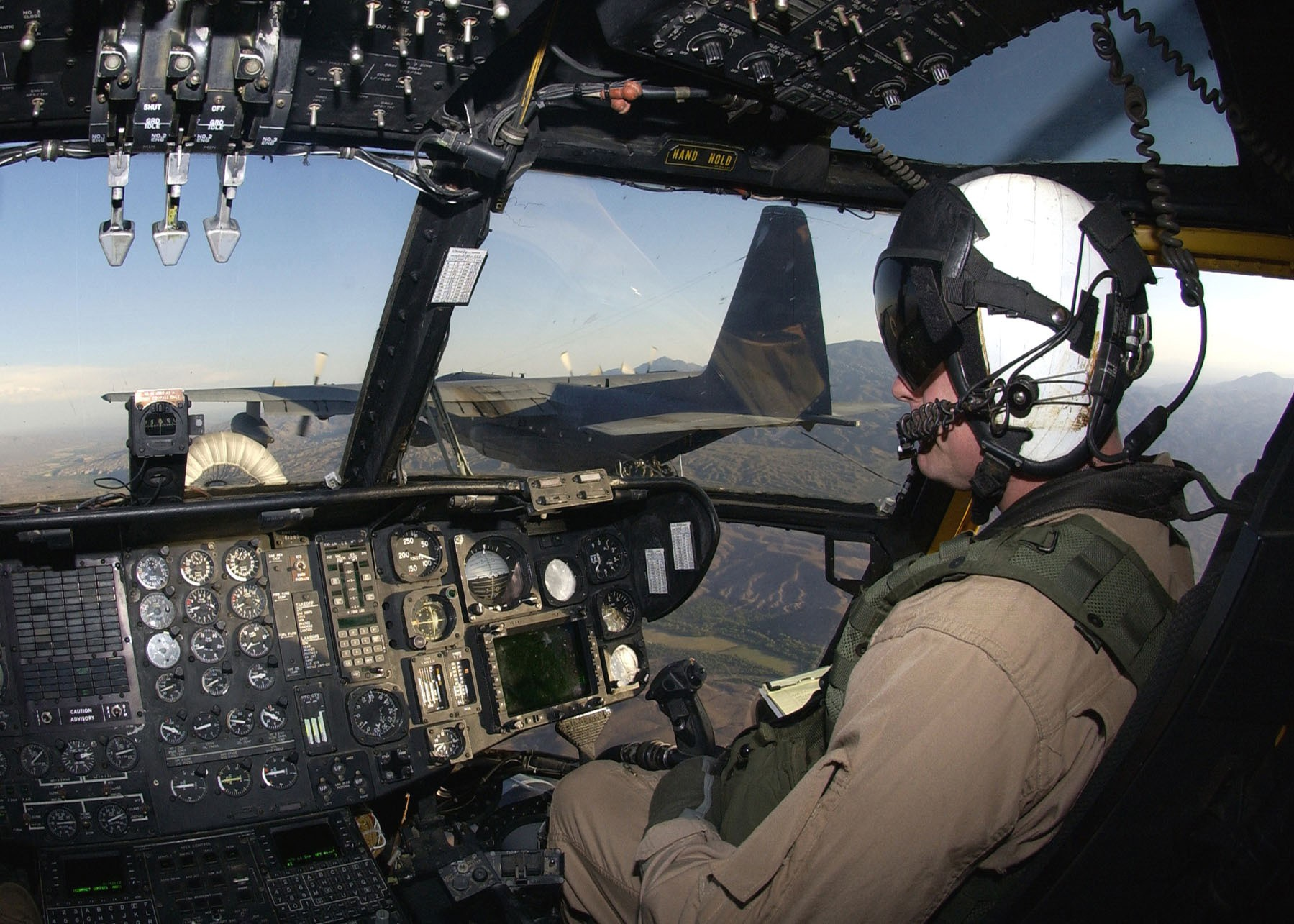
Cockpit del CH-53E.

Il CH-53E Super Stallion è un elicottero da trasporto trimotore a turbina progettato per impiego imbarcato su portaerei o navi d'assalto anfibio. Risulta poco più grande del precedente CH-53D Sea Stallion, ma ha capacità di carico nettamente superiore grazie al terzo motore ed al nuovo rotore a sette pale. I motori sono tre turbine General Electric T64-GE-416(A) da 4.380 shp.
La fusoliera ha un portello d'accesso sul lato destro ed una rampa di carico posteriore a controllo idraulico. È costruita a tenuta stagna, ma non è previsto l'ammaraggio dalle procedure operative, se non in casi di emergenza.
Il carrello d'atterraggio è retrattile con carrelli principali a ruota doppia rientranti in vani carenati posti ai lati della fusoliera (sponson), mentre il carrello anteriore a ruota doppia rientra nel muso. Sotto alla coda c'è un pattino retrattile per impedire che il rotore posteriore urti il terreno in fase di atterraggio.
Il rotore è a sette pale in titanio e fibra di vetro. Le pale sono ripiegabili tramite un sistema idraulico con lo scopo di ridurre l'ingombro a bordo della navi. Il diametro è di 24 m con una inclinazione in avanti di 5°.
Il rotore anticoppia, del diametro di 4,8 m, è a quattro pale e disposto sul lato sinistro della deriva, inclinata a sinistra di 20 gradi. Il rotore è anch'esso inclinato per fornire una parziale spinta verso l'alto. Sulla coda è installato uno stabilizzatore sul lato destro che mantiene la linea con il primo tratto perpendicolare alla deriva ed il resto orizzontale dei prototipi.
La coda si può ripiegare contro il lato destro della fusoliera per ridurre l'ingombro a bordo della navi.
Il CH-53E e l'MH-53E sono tra i più grandi elicotteri del mondo e i più grandi di produzione occidentale. Il nuovo CH-53K avrà dimensioni simili e maggiore capacità di carico. La capacità di carico è superata da pochi altri modelli, tra cui il Mil Mi-12 ed il Mil Mi-26 di produzione russa, in grado di trasportare 20 e 40 tonnellate rispettivamente.

### Sistemi

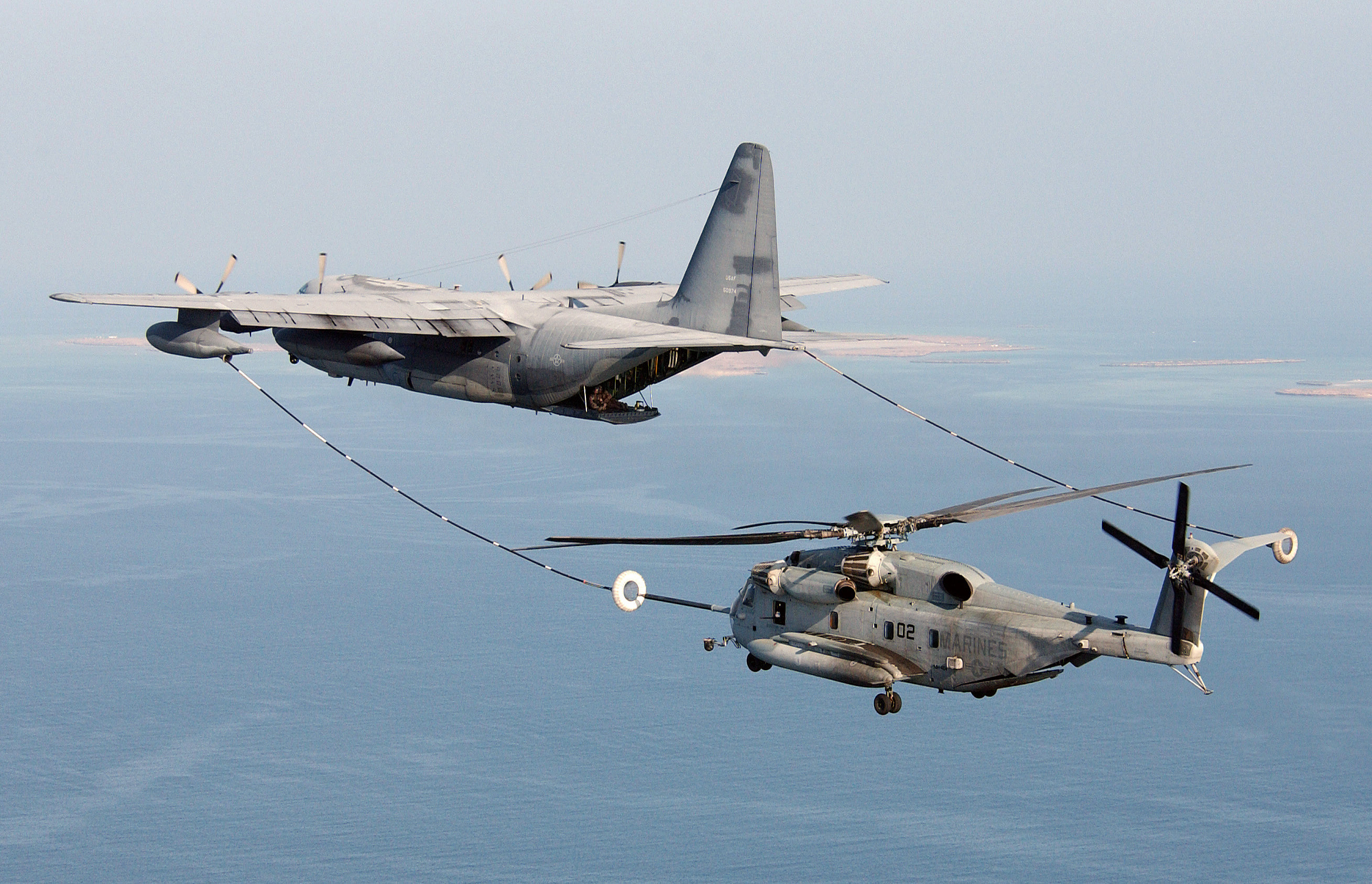
CH-53E durante un rifornimento in volo nel 2005 nel corso dell'operazione Enduring Freedom.

Il CH-53E utilizza comandi di volo meccanici, assistiti da due sistemi idraulici indipendenti. Il pilota si avvale di un nuovo sistema di controllo del volo automatico, che tra l'altro impedisce il superamento dei limiti d'inviluppo di volo dell'elicottero.
Tra le modalità di volo, è stata prevista la funzione Hover In flight and Refuel (HIFR) per il rifornimento di carburante restando in volo stazionario sopra una nave. L'elicottero può anche essere rifornito in volo grazie a una sonda semiretrattile.
Aggiornamenti al CH-53E comprendono sistemi di visione notturna Helicopter Night Vision System (HNVS), Forward looking infrared (FLIR) AAQ-29A e mitragliatrici M3M da 12,7 mm.

### Equipaggio ed armamento
Il Super Stallion ha un equipaggio di tre uomini: pilota, copilota e motorista. Se necessario per la missione, si aggiungono un mitragliere laterale sinistro ed un mitragliere posteriore, il motorista fa anche da mitragliere laterale destro. L'elicottero può trasportare 55 soldati o un carico interno di 13.620 kg o esterno di 16.344 kg.
L'armamento consiste in tre mitragliatrici: una al finestrino sul lato sinistro della fusoliera dietro al copilota, una al portello d'accesso dell'equipaggio sul lato destro ed una alla rampa di carico posteriore. Sono installati lanciatori di chaff e flare per autoprotezione.

### Livree

#### United States Navy
I Sea Dragon dell'United States Navy sono interamente grigio scuro opaco FS36081.

#### United States Marine Corps
I Super Stallion dell'United States Marine Corps adottavano inizialmente la livrea a chiazze verde scuro FS34095, grigio bluastro FS35237 e nero FS37038 sull'intero elicottero introdotta nei primi anni ottanta. Nei primi anni novanta è stata introdotta una nuova livrea interamente grigio chiaro FS36375.

#### Japan Maritime Self-Defense Force
I Sea Dragon della Japan Maritime Self-Defense Force sono bianco lucido FS17875 sulle superfici superiori e laterali e grigio chiaro opaco FS36440 sulle superfici inferiori.

## Impiego operativo

### Stati Uniti
Il Super Stallion è entrato in servizio nell'Heavy Marine Helicopter Squadron HMH-464 sulla base aerea dell'USMC (Marine Corps Air Station, MCAS) di New River in North Carolina.
In seguito sono stati costituiti gli HMH-465 e HMH-466 sulla base aerea dell'USMC di Tustin in California ed un reparto d'addestramento per la conversione operativa, l'HMT-301.
Nell'estate del 1983 cinque CH-53E vennero assegnati al nuovo squadron HC-4 “Black Stallions” costituito sulla base di Sigonella in Sicilia.
I CH-53E dell'USMC hanno partecipato alla prima crociera operativa nel 1983 quando quattro CH-53E del HMH-464 sono stati imbarcati sulla nave d'assalto anfibio LPH-2 USS Iwo Jima come parte del 24th Marine Amphibious Unit (MAU). Durante questa missione i marines sbarcarono a Beirut e si stabilirono presso l'aeroporto come forza di interposizione. Il 23 ottobre 1983 un attentatore suicida con un autocarro carico d'esplosivo distrusse parte degli alloggiamenti dei marines uccidendone 241 nel sonno. I Super Stallion del 24th MAU vennero impiegati per le operazioni di soccorso.
Il 25 ottobre 1983 alcuni CH-53E del HMM-261 facente parte del 22nd MAU vennero impiegati durante l'operazione Urgent Fury a Grenada per missioni di trasporto pesante di veicoli e munizioni e per l'evacuazione di civili.
Nel dicembre 1989 i Super Stallion del HC-1 di base a North Island in California vennero impiegati in missioni di trasporto e soccorso dopo il terremoto.
Il cinque agosto 1990 alcuni CH-53E imbarcati sulla nave d'assalto anfibio LHA-2 USS Saipan vennero impiegati durante l'operazione Sharp Edge in Liberia per l'evacuazione di civili.
Tra il due ed il cinque gennaio 1991 alcuni Super Stallion ed alcuni CH-46 Sea Knight vennero inviati a Mogadiscio in Somalia ed impiegati per l'operazione Eastern Exit per l'evacuazione di civili americani e di altre nazioni dalla città a causa della guerra civile.

Recupero del dispositivo MK-103 per la caccia alle mina navale a bordo di un MH-53E Sea Dragon della US Navy nel Golfo Persico al largo del Bahrain.

Durante l'operazione Desert Storm alcuni Sea Dragon, imbarcati sono stati impiegati per missioni di localizzazione e distruzione delle mine marine nel Golfo Persico al largo del Kuwait.
Sei HMH di CH-53E tra gli HMH-461, HMH-464, HMH-465, HMH-466 vennero trasferiti su basi in Arabia Saudita presso il confine con l'Iraq ed impiegati per trasporto truppe e materiali oltre che per supporto alle operazioni delle forze speciali.
Nella primavera del 1992 alcuni CH-53E dell'HC-4 di base a Sigonella in Sicilia vennero impiegati per trasportare grossi blocchi di cemento per deviare le colate laviche prodotte dall'eruzione dell'Etna.
Tra il nove dicembre 1992 ed il 25 marzo 1994 alcuni CH-53E vennero impiegati per le operazioni Provide Hope e Restore Hope in Somalia.
Nel febbraio 1995 i CH-53E dell'HC-4 di Sigonella vennero sostituiti dai Sea Dragon.
Il due giugno 1995 l'F-16 Fighting Falcon dell'USAF pilotato dal cap. Scott O'Grady venne abbattuto sopra la Bosnia durante un volo di pattugliamento sulla zona interdetta al volo dalla NATO. Sei giorni dopo O'Grady venne recuperato da un Super Stallion scortato da un Bell AH-1W Super Cobra appartenenti al 24th MAU dell'USMC imbarcati sulla nave d'assalto anfibio LHD-3 USS Kearsarge.
Nel 1996 la nave d'assalto anfibio LPH-12 USS Inchon è stata convertita in nave dedicata alle operazioni AMCM e risiglata MCS-12, abitualmente imbarca i Sea Dragon.
Nell'aprile 1997 alcuni MH-53E dell'US Navy di base a Bari scortati da altri elicotteri imbarcati sulla LPD-13 USS Nashville nell'Adriatico vennero impiegati per trasportare marines da Napoli all'ambasciata americana a Tirana, in Albania, per rinforzare il presidio come precauzione per i gravi incidenti in corso in città.

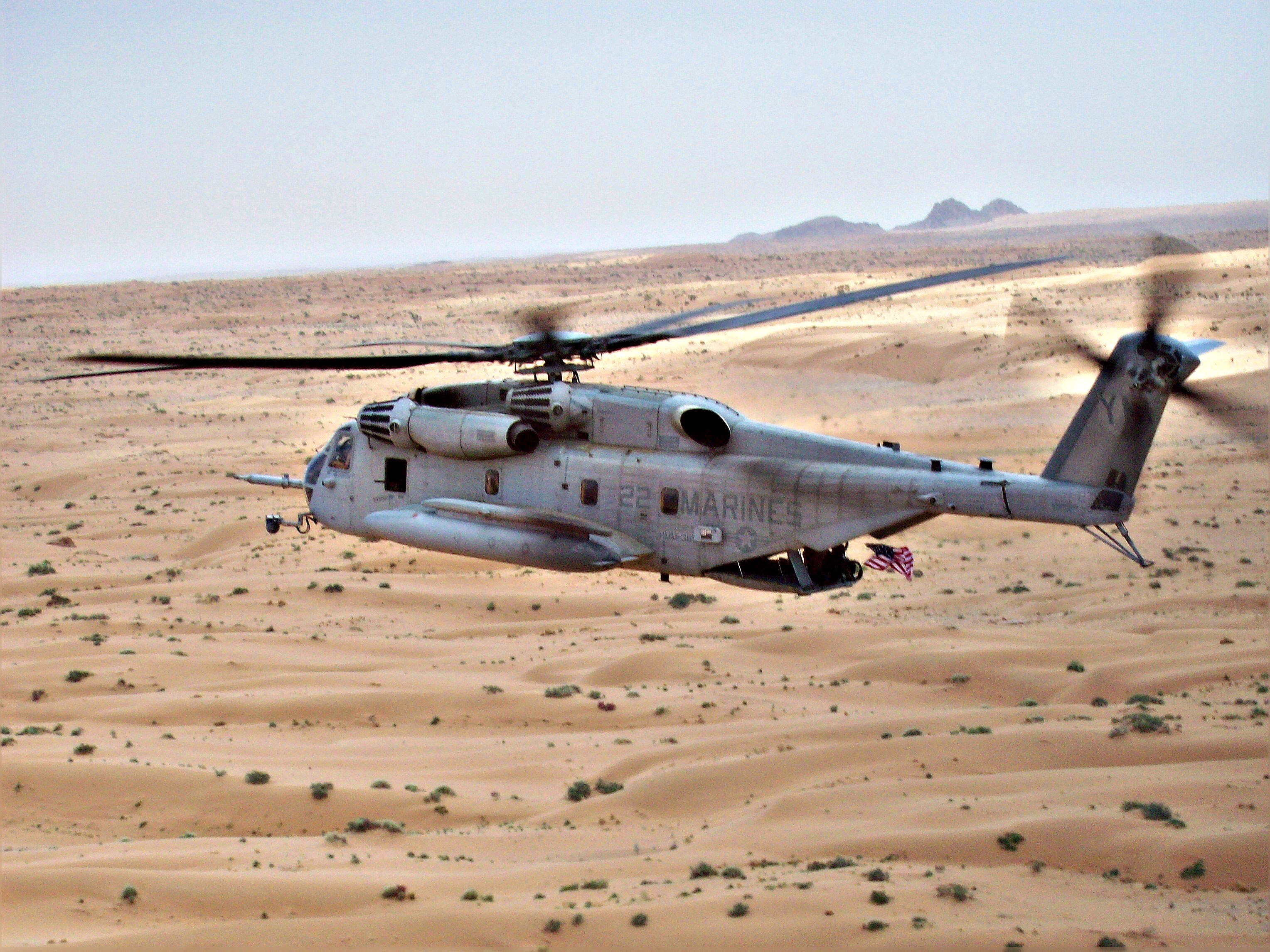
CH-53E Super Stallion dell'HMH-461 Det A aggregato al HMM-365(REIN) in volo a sud di Kandahar in Afghanistan a supporto dell'Operatione Azada Wosa nel 2007.

Nella primavera del 1997 alcuni Sea Dragon dell'HC-4 vennero imbarcati sulla LHA-4 USS Nassau ed impiegati per l'operazione Guardian Retrieval in Zaire
Tra maggio e giugno del 1997 alcuni Sea Dragon dell'HC-4 vennero imbarcati sulla LHD-3 USS Kearsarge ed impiegati per l'operazione Noble Obelisk in Sierra Leone.
Nell'autunno del 1999 alcuni CH-53E imbarcati sulla LHA-5 USS Peleliu sono stati impiegati a Timor Est.
Il 26 ottobre 2001 tre CH-53E imbarcati sulla LHD-5 USS Bataan e tre CH-53E imbarcati sulla LHA-5 USS Peleliu trasportarono complessivamente 1.100 soldati alla base avanzata di Camp Rhino nel sud dell'Afghanistan volando per 885 km, questa è tuttora l'operazione di aviosbarco con elicotteri alla distanza maggiore mai compiuta.
Nel 2003 i Super Stallion sono stati impiegati per trasporto truppe e materiali durante l'invasione dell'Iraq rifornendo le basi avanzate dei marines ed evacuando feriti nelle retrovie.
I Super Stallion dell'US Navy e USMC sono impiegati nell'operazione Enduring Freedom in Afghanistan e nell'operazione Iraqi Freedom in Iraq.

#### Incidenti
Nel luglio 1988 un Sea Dragon dell'HM-15 esplose in volo causando otto vittime.
All'alba del 26 gennaio 2005 un CH-53E che stava trasportando trenta marines ed un marinaio nell'ambito delle operazioni per sorvegliare le elezioni in Iraq si schiantò al suolo presso Rutbah a causa di una tempesta di sabbia, non ci furono superstiti.
Questo è l'incidente più grave per le forze armate americane dall'esplosione della torre principale dell'BB-61 USS Iowa dell'aprile 1989 che causò 47 vittime.
Il Sea Dragon si è rivelato l'elicottero meno affidabile e sicuro dell'US Navy con 27 vittime a partire dall'entrata in servizio nel 1984 ed un tasso d'incidenti gravi (vittime o danni oltre al milione di dollari) di 5,96 ogni 100.000 ore di volo, mentre la media per gli altri elicotteri è di 2,26.

## Versioni

### YCH-53E
Due prototipi di cui uno perso per un incidente. Avevano una coppia di stabilizzatori alla base della deriva, poi sostituiti da uno unico sul lato destro.

### CH-53E Super Stallion
Smontando il rotore, togliendo i serbatoi esterni e ripiegando la coda un CH-53E è lungo 18,4 m ed alto 5,7 m, dimensioni che ne permettono l'imbarco nella stiva di un aereo da trasporto Lockheed C-5 Galaxy.

### S-80-E
Versione da esportazione del CH-53E, non prodotta per mancanza di ordini.

### MH-53E Sea Dragon
Versione ottimizzata per le missioni di ricerca mine marine (Airborne Mine Counter Measures, AMCM) derivata dal CH-53E.
I Sea Dragon avevano motori General Electric T64-GE-416 da 4.380 shp, poi sostituiti da T64-GE-419 da 4.750 shp, in grado di fornire in emergenza anche 5.000 shp per breve tempo.
L'MH-53E Sea Dragon ha serbatoi di carburante della capacità di 12.100 litri nelle carenature ai lati della fusoliera di maggiori dimensioni rispetto alle versioni precedenti, sonda semiretrattile per il rifornimento in volo e fino a sette serbatoi da 1.134 litri trasportati internamente per aumentare l'autonomia.
Come il Super Stallion, Il Sea Dragon è dotato di un sistema Hover In flight and Refuel (HIFR) per il rifornimento di carburante restando in volo stazionario sopra una nave.
L'MH-53E Sea Dragon è inoltre dotato di sistemi specifici per la localizzazione e distruzione delle mine marine, compresi dei modi di funzionamento dedicati del sistema di controllo del volo e la capacità di trainare un'apposita “slitta” da una quota sufficiente per evitare rischi in caso di esplosione di una mina.
Il primo prototipo dell'MH-53E volò per la prima volta il 23 dicembre 1981.
Il Sea Dragon è entrato in servizio nell'US Navy nel 1986, complessivamente l'US Navy ha acquisito 46 MH-53E.

### S-80-M-1
Versione da esportazione dell'MH-53E priva della capacità di rifornimento in volo.
Undici elicotteri costruiti per la Japan Maritime Self Defense Force.

### CH-53K
Nuova versione da trasporto pesante derivata dal CH-53E.
L'USMC richiede una capacità di carico in rapporto al raggio d'azione praticamente raddoppiati, come un carico di 12.258 kg a 204 km.
La fase di sviluppo iniziale System Development and Demonstration (SDD), che prevede la realizzazione di quattro prototipi più una cellula per prove a terra, è già stata finanziata.
Per il CH-53K sono stati selezionati come fornitori principali:
Rockwell Collins per l'avionica;
Sanmina-SCI per i sistemi di comunicazione interni;
Spirit AeroSystems per le cabine di pilotaggio e carico;
Aurora flight Sciences per il rotore in materiali compositi, simile come tecnologia a quello usato sulle più recenti versioni del UH-60 Black Hawk;
EDO Corporation per il rotore anticoppia.
Come motore è stato scelto il General Electric GE38-1B, preferito al Pratt & Whitney Canada PW150 derivato dal Rolls-Royce AE 1107C-Liberty già usato sul Bell V-22 Osprey.
Il CH-53K avrà le stesse dimensioni del CH-53E, ma un peso massimo al decollo aumentato da 33.369 kg a 38.454 kg.
Nel 2007 l'USMC ha modificato l'ordine iniziale per 156 elicotteri portandolo a 227.

## Utilizzatori
Giappone
La Japanese Maritime Self Defence Force ha acquisito a partire dal 1989 undici S-80M-1 per sostituire i Kawasaky-Vertol K-107-II, che era la versione prodotta su licenza del Boeing CH-46 Sea Knight.
I Sea Dragon erano in servizio nell'HM-111 sulla base di Iwakuni presso Hiroshima e dal 2017 sono stati sostituiti con gli MHC-101, versione dell'AgustaWestland EH101 prodotta su licenza dalla Kawasaky Heavy Industries ottimizzata per missioni AMCM con gli equipaggiamenti necessari amovibili per permettere l'uso dell'elicottero anche per missioni di trasporto.
Il primo degli undici elicotteri ordinati è stato consegnato il tre marzo 2006. L'EH-101 è stato preferito al Sikorsky S-92 ed è il primo elicottero straniero non di progettazione americana in servizio in una forza armata giapponese.
 Stati Uniti
I Super Stallion hanno sostituito i CH-53A e CH-53D nell'USMC.
I Sea Dragon sono assegnati agli squadron HM-12 e HM-14 sulla base di Norfolk in Virginia e HM-15 di base ad Alameda in California.
In Europa i Sea Dragon sono assegnati all'HC-4 di Sigonella, con distaccamenti sulla base di Akrotiri nell'isola di Cipro e sulla base di Al Fujayrah negli Emirati Arabi Uniti.
È previsto l'aggiornamento di 34 Sea Dragon con blindatura, mitragliatrici M134 Minigun, sistemi di autoprotezione ALE 44/AAR-57 e possibilità di operazioni notturne con visori NVG (Night Vision Goggles).
I CH-53E dell'USMC sono 136 al febbraio 2024.
Le navi d'assalto anfibio classe Iwo Jima possono trasportare fino a undici Super Stallion, le classe Tarawa fino a diciannove, ma in genere vengono imbarcati diversi tipi di elicotteri ed aerei STOVL McDonnell Douglas-BAe AV-8B Harrier II.